# Carl Adolf Georg Lauterbach
Carl Adolf Georg Lauterbach  (* Breslavia, 1864 -1937, Stabelwitz, Breslavia) fue un botánico alemán.
Tuvo capacitación en economía agraria, fue dueño de una granja en Stabelwitz, y realizó extensas expediciones a Nueva Guinea. De 1899 a 1905 accedió a la Dirección de la "Cía. Germana de Nueva Guinea".
Auspicio editorialmente la ‘Beiträge zur Flora von Papuasien’ publicada en "Engl. Bot. Jahrb. (1912 →)", colaborando con algunos artículos. Y fue autor de muchos artículos sobre la flora de Nueva Guinea.

## Algunas publicaciones
- Lauterbach, CAG. 1891. ‘Eine Expedition zur Erforschung des Hinterlandes des Astrolabe Bai’ (Nachr. Kais. Wilh. Land 7, 1891, p. 31-62).
- ----. 1898. ‘Die geographischen Ergebnisse der Kaiser Wilhelmsland Expedition’. Zeitschr. Ges. Erdk. Berl. 33, p. 141-177 + 2 mapas
- ----. 1911. ‘Neuere Ergebnisse der pflanzengeographische Erforschung Neu-Guineas’. Engl. Bot. Jahrb. 45, Beibl. 103, p. 22-27, w. mapa
- ----. 1928. ‘Die Pflanzenformationen einiger Gebiete Nordost-Neu Guineas and des Bismarck Archipels’ I-IV. Engl. Bot. Jahrb. 62, 1928, p. 284-304, 452-501, 550-569; l.c. 63, p. 1-28, 419-476

## Honores
Es conmemorado en varias especies y en el género Lauterbachia Perkins
- La abreviatura «Lauterb.» se emplea para indicar a Carl Adolf Georg Lauterbach como autoridad en la descripción y clasificación científica de los vegetales.[1]